# خانه مجیری
خانه مجیری مربوط به اواخر دوره قاجار - اوایل دوره پهلوی است و در خمینی شهر، محله اندوان، خیابان مدرس واقع شده و این اثر در تاریخ ۲۴ اسفند ۱۳۸۳ با شمارهٔ ثبت ۱۱۵۷۷ به‌عنوان یکی از آثار ملی ایران به ثبت رسیده‌است.
این مکان به منظور سکونت به دست حاج ابوالحسن مجیری یکی از بزرگترین بازرگانان توتون و تنباکو، در زمان ناصرالدین شاه احداث گردید. این منزل مجموعه ای از اتاق‌های به هم پیوسته‌است و همچنین طبقه بالای این خانه دارای ایوان بزرگی است که به حیاط خانه و روبه روی خانه مشرف می‌باشد. پس از ورود از در ورودی این خانه وارد یک مکان کوچک مسقف می‌شوید. یک در از سمت چپ به حیاط پشتی منزل و از یک در هم به حیاط اصلی خانه منتهی می‌شود. هم‌اکنون در این مکان به عنوان موزه وسایل قدیمی خود این خانه و موزه مشاهیر خمینی شهر مورد استفاده قرار می‌گیرد. همچنین خانه نجوم نیز در این مکان قرار دارد.